# Reigomys
Reigomys primigenus é um roedor orizomíneo extinto, conhecido de depósitos do Pleistoceno no Departamento de Tarija, sudeste da Bolívia. É conhecido a partir de várias mandíbulas e molares isolados que mostram que seus molares eram quase idênticos aos de Lundomys. Por outro lado, o animal possui uma série de características derivadas do palato que documentam uma relação mais próxima com Holochilus, e por esta razão foi colocado no gênero Holochilus quando foi descrito pela primeira vez em 1996. As descobertas subsequentes de Noronhomys e Carletonomys, que podem ser mais aparentados com o existente Holochilus do que H. primigenus, puseram em dúvida sua colocação em Holochilus, e ele foi finalmente tornado a espécie-tipo de um gênero separado, Reigomys.

## Taxonomia
Material de Reigomys primigenus foi coletado em 1924 e 1927 por Elmer Riggs, do Museu Field de História Natural, mas o animal não foi descrito até 1996, quando Scott Steppan o nomeou formalmente como uma nova espécie do gênero Holochilus e o diagnosticou, contrastando-o com espécies relacionadas. O material que Riggs coletou inclui nove mandíbulas, três maxilas e cinco molares isolados. O nome específico que Steppan deu ao animal, primigenus, significa "primitivo" em latim e refere-se às características primitivas do animal quando comparado a seus parentes Holochilus e Lundomys. Para determinar as relações de sua nova espécie, Steppan realizou uma análise cladística, na qual também incluiu os orizomíneos Holochilus, Lundomys, Pseudoryzomys e Cerradomys, bem como o não-orizomíneo Sigmodon. Seus resultados apoiaram uma relação próxima entre Reigomys primigenus e Holochilus, com Lundomys e Pseudoryzomys mais distantemente relacionados.
Em 1999, outro roedor do mesmo grupo foi descrito: Noronhomys, uma espécie recentemente extinta da ilha brasileira de Fernando de Noronha. Michael Carleton e Storrs Olson, que descreveram o animal, argumentaram que Holochilus primigenus provavelmente estava fora do clado de Noronhomys e do existente Holochilus, e que H. primigenus provavelmente deveria ser excluído do gênero. Quando Ulyses Pardiñas descreveu outro roedor extinto deste grupo, Carletonomys, do Pleistoceno da Argentina, ele sugeriu que H. primigenus deveria ser colocado em seu próprio gênero por causa de seu mosaico de características semelhantes a Holochilus e Lundomys.
A análise filogenética conduzida por Machado et al. (2014) confirmou que os membros vivos do gênero Holochilus são mais aparentados com Noronhomys e Carletonomys do que com H. primigenus. Os autores moveram H. primigenus para seu próprio gênero, que eles nomearam Reigomys.

## Descrição
Reigomys primigenus era um rato grande, embora menor que Lundomys e o vivo Holochilus, caracterizado por uma coroa em forma de S ("sigmodonte") no terceiro molar inferior. As características dos molares são quase indistinguíveis das de Lundomys e incluem cúspides localizadas opostas umas às outras, vales de esmalte que mal atingem a linha média dos molares e mesolofos [en] e mesolofídeos (cristas acessórias) curtos. Outras características notáveis incluem uma mandíbula robusta (maxilar inferior) com um processo coronoide [en] de ascensão íngreme, forames incisivos [en] curtos (perfurações da parte frontal do palato) que mal se estendem entre os primeiros molares, e um palato ósseo curto que dificilmente se estende além dos terceiros molares, todos os quais são compartilhados com espécies existentes de Holochilus, com exclusão de Lundomys. Também ao contrário de Lundomys, há uma pequena raiz adicional presente no lado labial (externo) do primeiro molar superior. Em oito espécimes que puderam ser medidos, o comprimento da fileira dentária inferior é de 6,79 a 7,58 mm, com média de 7,28 mm; o primeiro molar inferior tem de 2,62 a 3,08 mm de comprimento, com média de 2,89 mm, e 1,75 a 1,93 mm de largura, com média de 1,85 mm em sete dentes medidos; a única fileira dentária superior completa preservada tem 6,64 mm de comprimento; e o primeiro molar superior tem de 2,63 a 2,70 mm de comprimento e 2,03 mm de largura em dois espécimes.

## Distribuição e ecologia
Restos de Reigomys primigenus provêm de várias localidades em sedimentos fluviais da formação Tarija [en], no Departamento de Tarija, que foram datados paleomagneticamente em cerca de 0,7 a 1 milhão de anos atrás (cróns Clr.ln ao início de Cln, idade dos mamíferos terrestres sul-americanos [en] Ensenadana [en]). Outros roedores sigmodontíneos encontrados lá incluem Andinomys [en], Calomys, Kunsia, Nectomys, Oxymycterus, Phyllotis, e outro akodontino [en], provavelmente Akodon, Necromys, ou um gênero aparentado. Os depósitos foram depositados por um rio e o paleoambiente era provavelmente uma planície de inundação ou um canal. Reigomys primigenus não é conhecido de nenhuma outra localidade e é considerado extinto.